# 신현구 (1886년)
신현구(申鉉求, 일본식 이름: 申鈺신 교쿠, 1886년 9월 20일 ~ 1975년 4월 19일)는 대한제국과 일제강점기의 관료로, 호(號)는 성당(誠堂)이며 경상북도 대구 출신인 그의 본적은 경상북도 대구부 봉산정이다. 본관은 평산이다.

## 생애
1907년 7월 10일 탁지부 세무주사로 임명되었으며 1908년 1월 1일 재무서 주사로 임명되었다. 1910년 10월 1일 경상북도 서기로 선임되었고 1912년 8월 1일 일본 정부로부터 한국 병합 기념장을 받았다. 1912년 9월 24일부터 1921년까지 평안북도 운산군수를 역임했으며 1915년 11월 3일 시정 5년 기념 조선물산공진회 수상자 포상을 받았다. 1915년 11월 10일 일본 정부로부터 다이쇼 대례 기념장을 받았고 1917년 10월 20일 평안북도 지방토지조사위원회 임시위원으로 선임되었다.
경상북도 의성군수(1921년 9월 24일 ~ 1922년 5월 29일)와 경상북도 상주군수(1922년 5월 30일 ~ 1926년 10월 14일), 경상북도 달성군수(1925년 10월 15일 ~ 1931년 12월 11일)를 역임했으며 1928년 4월 21일 일본 정부로부터 훈5등 서보장, 1928년 11월 16일 일본 정부로부터 쇼와 대례 기념장을 받았다. 경상북도 의성군수로 재직 중이던 1921년 군수시찰단의 일원으로 일본으로 출국하기도 했으며 1926년 이왕직전하(대한제국 순종) 국장봉헌식에서 경상북도 참례자로 참석했다.
영남명덕회 이사(1932년 10월 1일 선임), 대구녹화협회 평의원(1933년 5월 19일 선임), 경북화물자동차주식회사 상임감사(1936년 9월 선임), 동양유교연합회 발기인(1938년 3월 3일), 매일신보 경상북도지사장(1938년 11월 26일 선임)을 역임했으며 1939년 11월 1일 조선유도연합회 이사, 1939년 11월 4일 영남명덕회 부회장으로 각각 선임되었다. 1941년 5월 11일 경상북도 관선 도회의원으로 선출되었고 1941년 7월 19일에 열린 매일신보 지사장 회의에서 경상북도 지사장으로 참석했다.
1941년 9월 13일부터 1945년 8월 광복 때까지 조선총독부 중추원 참의를 역임하는 동안 조선임전보국단 발기인 및 평의원(1941년 10월 선임), 조선임전보국단 경북지부 이사장(1941년 12월 7일 선임), 경학원 사성(1943년 4월 26일)을 역임했으며 광복 이후인 1949년 3월 8일 반민족행위특별조사위원회에 자수했다. 친일파 708인 명단의 중추원 부문, 민족문제연구소의 친일인명사전 수록자 명단의 관료 부문, 중추원 부문, 종교 부문, 친일반민족행위진상규명위원회가 발표한 친일반민족행위 705인 명단에 포함되었다.

## 참고자료
- 친일반민족행위진상규명위원회 (2009). 〈신현구〉. 《친일반민족행위진상규명 보고서 Ⅳ-9》. 서울. 326~339쪽.